# Przewodzenie ciepła
Przewodzenie ciepła – proces wymiany ciepła między ciałami o różnej temperaturze pozostającymi ze sobą w bezpośrednim kontakcie. Polega on na przekazywaniu energii kinetycznej bezładnego ruchu cząsteczek w wyniku ich zderzeń. Proces prowadzi do wyrównania temperatury między ciałami.
Przewodnictwem cieplnym nie jest przekazywanie energii w wyniku uporządkowanego (makroskopowego) ruchu cząstek.
Ciepło płynie tylko wtedy, gdy występuje różnica temperatur, w kierunku od temperatury wyższej do temperatury niższej. Z dobrym przybliżeniem dla większości substancji ilość energii przekazanej przez jednostkę powierzchni w jednostce czasu jest proporcjonalna do różnicy temperatur, co opisuje równanie różniczkowe Fouriera:
{\displaystyle {\frac {\partial Q}{\partial t}}=-\lambda \oint \limits _{A}{\nabla T\cdot \,dA}.}
Wzór ten dla jednorodnego przewodzenia ciepła przez cienką ściankę prostopadle do jej powierzchni w kierunku {\displaystyle x} przyjmuje postać:
{\displaystyle Q=-\lambda A{\frac {dT}{dx}},}
gdzie:
{\displaystyle Q} – natężenie przepływu ciepła (ilość ciepła wymieniona w jednostce czasu),
{\displaystyle \lambda } – współczynnik przewodzenia ciepła,
{\displaystyle A} – powierzchnia wymiany ciepła,
{\displaystyle T} – temperatura.
Dla ustalonego przepływu ciepła przez ścianę płaską, po scałkowaniu, równanie Fouriera przyjmuje postać:
{\displaystyle Q={\frac {\lambda A}{d}}\Delta T,}
gdzie:
{\displaystyle \Delta T} – różnica temperatur po obu stronach przewodnika ciepła,
{\displaystyle d} – grubość ścianki przewodnika ciepła.
Dla ustalonego przepływu ciepła przez ściankę cylindryczną rury, przyjmuje postać:
{\displaystyle Q={\frac {2\pi L\lambda }{\ln(d_{2}/d_{1})}}\Delta T,}
gdzie:
{\displaystyle d_{2},d_{1}} – odpowiednio średnica po stronie chłodniejszego i cieplejszego medium,
{\displaystyle L} – długość rury.
Przewodzenie ciepła jest jednym z trzech rodzajów cieplnego przepływu energii. Pozostałe to:
- konwekcja
- promieniowanie cieplne